# Šumnik (Borovniščica)
Šumnik ali Šumik je potok, ki izvira pod zahodnim robom Rakitne v bližini Golobje jame pod hribom Krimšček (940 mnm). V vasi Brezovica pri Borovnici se kot desni pritok izliva v potok Prušnica, ta pa nato v potok Borovniščica. Borovniščica se na Ljubljanskem barju kot desni pritok izliva v Ljubljanico.